# Risālat al-Ḥuqūq
Risālat al-Ḥuqūq (arabisch رسالة الحقوق, DMG Risālat al-Ḥuqūq ‚Sendschreiben über die Rechte‘) ist ein Werk des 4. Schiitischen Imams, Alī ibn Husain Zain al-ʿĀbidīn.
In dem Sendschreiben werden 50 Rechte und Pflichten des Einzelnen gegenüber Allah, gegenüber den Mitmenschen bis hin zu den eigenen Körperteilen aufgelistet.

## Erwähnungen
In folgenden Quellen wurde Risālat al-Ḥuqūq erwähnt:
- Al-Khisal von Schaykh Al-Suduq
- Al-Amali von Schaykh Al-Suduq

## Inhalt
Einleitung
Im Einleitungssatz werden die Rechte und Pflichten beschrieben:
Wisse - Gott erbarme sich deiner! -, dass Gott Rechte dir gegenüber hat, die dich bei jeder Bewegung, die du machst, umschließen, bei jeder Ruhepause, die du einlegst, bei jeder Station, an der du dich niederlässt, ja bei jedem Glied, das du einsetzt und bei jedem Werkzeug, das du verwendest. Dabei sind einige dieser Rechte wohl groß und andere eher gering. Das größte Recht Gottes dir gegenüber besteht in dem, was er, der Mächtige und Erhabene, dir für sich selbst auferlegt hat, und das ist die Wurzel aller Rechte, von der die anderen ausgehen. Dann hat er dir um deinetwillen Pflichten auferlegt von deinem Scheitel bis zur Fußsohle gemäß der Verschiedenheit deiner Glieder

## Die 50 Rechte
Die größten Rechte Gottes dir gegenüber
1. Das größte Recht Gottes
2. Das Recht deines Selbst
3. Das Recht deiner Zunge
4. Das Recht deines Gehörs
5. Das Recht deines Blickes
6. Das Recht deiner Beine
7. Das Recht deiner Hand
8. Das Recht deines Bauches
9. Das Recht deines Geschlechts

Dann kommen die Rechte deiner Handlungen
1. Das Recht deines Gebets
2. Das Recht deines Fastens
3. Das Recht der Almosenspende
4. Das Recht deines Opfertiers

Die Rechte der Führer
1. Das Recht dessen, der dich durch Vollmacht anleitet
2. Das Recht desjenigen, der dich durch Wissen anleitet und erzieht
3. Das Recht desjenigen, der dich aufgrund seines Vermögens anleitet und erzieht

Die Rechte derjenigen, die deiner Fürsorge bedürfen
1. Das Recht derjenigen, die deiner Fürsorge unterstellt sind und die deiner durch Autorität bedürfen
2. Das Recht derjenigen die deiner Fürsorge aufgrund deines Wissens bedürfen
3. Das Recht deiner Frau
4. Das Recht deines Sklaven

Die Rechte deiner Verwandten
1. Das Recht deiner Mutter
2. Das Recht deines Vaters
3. Das Recht deiner Kinder
4. Das Recht deines Bruders

Die Rechte anderer
1. Das Recht deines Herrn
2. Das Recht des Freigelassenen
3. Das Recht desjenigen, der dir etwas Gutes getan hat
4. Das Recht des Gebetsrufers
5. Das Recht deines Imams beim rituellen Gebet
6. Das Recht deines neben dir sitzenden Gefährten
7. Das Recht deines Nachbarn
8. Das Recht deines Gefährten
9. Das Recht deines Teilhabers
10. Das Recht des Vermögens
11. Das Recht des Gläubigers
12. Das Recht deines Mitbürgers
13. Das Recht deines Streitgegners
14. Das Recht des Gegners
15. Das Recht des Ratsuchenden
16. Das Recht desjenigen, der dir Rat erteilt
17. Das Recht desjenigen, der aufrichtigen Rat sucht
18. Das Recht dessen, der dir aufrichtigen Rat erteilt
19. Das Recht des Älteren
20. Das Recht des Jüngeren
21. Das Recht des Bittenden
22. Das Recht desjenigen, den du um etwas bittest
23. Das Recht desjenigen, durch den dich Gott erfreut
24. Das Recht desjenigen, der durch Wort oder Tat ein schlechtes Urteil über dich gefällt hat
25. Das Recht der Leute deiner Religionsgemeinschaft
26. Das Recht der Menschen, die unter dem Schutz des Islam stehen

Dies sind nun fünfzig dich umschließende Rechte.
Fazit von Ali ibn Husain:
Diese solltest du in keinem verlassen, vielmehr obliegt es dir, dich an sie zu halten und sie in die Tat umzusetzen. Gott, den Hochgepriesenen, bitte, dir darin beizustehen – denn es gibt keine Macht und keine Stärke außer bei Gott, und Preis sei Gott dem Herrn der Wesen aller Welten.